# Czesław Kiełbiński

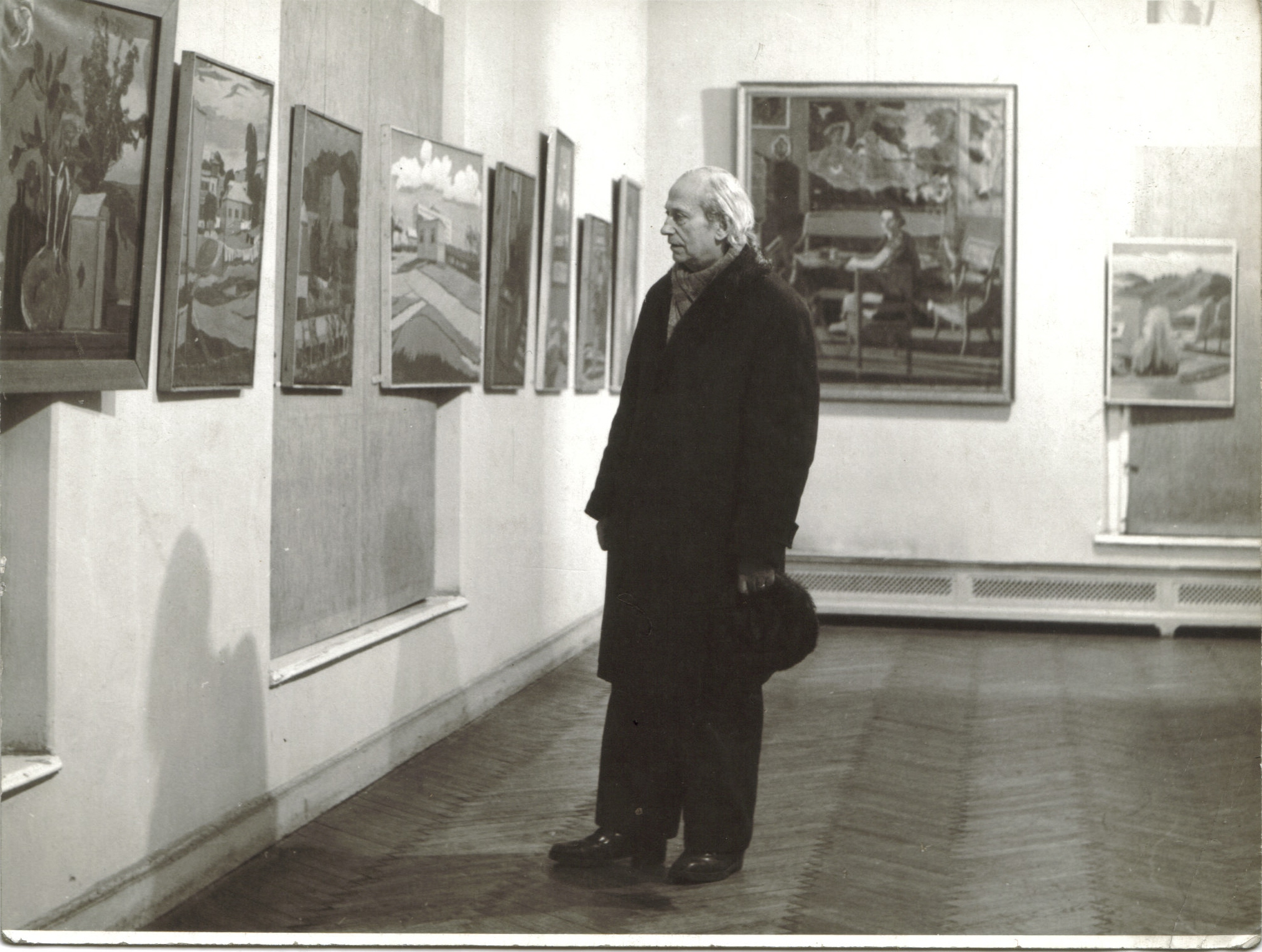
Czesław Kiełbiński

Czesław Kiełbiński (ur. 1908 w Majdanie k. Zamościa, zm. 1992 w Krakowie) – polski artysta malarz, rzeźbiarz, rzeczoznawca dzieł sztuki. Tworzył w nurcie słowianofilskim.

## Życiorys
W latach 30 XX w. studiował malarstwo w krakowskiej ASP. Współpracował ze Stanisławem Szukalskim i ze Szczepem Rogate Serce przyjmując pseudonim Cieszek z Zamościa Kiełbiński. Dyplom uzyskał po Odwilży 1956 roku.
Uprawiał twórczość w dziedzinie malarstwa sztalugowego, ściennego, polichromię, rzeźbiarstwo. Malował głównie martwe natury, portrety oraz pejzaże, w których dostrzegalny jest wpływ francuskich fowistów i niemieckich ekspresjonistów – Emila Nolde i Maxa Beckmanna. Z pierwszą swoją ekspozycją wystąpił w 1932 r. w Wilnie w „Grupie niezależnych”. W 1945 r. brał udział w wielkiej wystawie ogólnopolskiej „Polonia” w Pałacu Sztuki w Krakowie, gdzie pokazał m.in. rysunki z czasów okupacji upamiętniające wysiedlenie chłopów z Zamojszczyzny. Zorganizował kilka pokazów indywidualnych swojego malarstwa: w latach 1955 – TPSP Kraków, 1962 – ZPAP Kraków, 1972 – wystawa retrospektywna TPSP Kraków, w 1982 r. – Galeria Sztuki Współczesnej Zamość. Brał udział w pierwszym i trzecim Festiwalu Polskiego Malarstwa Współczesnego w Szczecinie (w latach 1962 i 1966) oraz w wystawie nowoczesnych malarzy krakowskich w Bratysławie w r. 1964. Jego autorstwa są polichromie w kościołach w Komarowie, Goraju, Krzeszowie, Księżpolu (1938–1939).

## Myśli
- O potrzebie kontaktu z naturą. Natura, krajobraz, rzeczy - dają mi pasję twórczą. Inspiruje mnie skonstatowana w przedmiotach treść malarska. Myśląc niejako kolorem, tworzę formę malarską. Zwracam uwagę na kolory, które tworzą nastrój. Chwytam błyski kolorów, które ten nastrój mogą odtworzyć. Wszystko jest u mnie realną rzeczywistością, najdrobniejszy odruch koloru na jakimś prostym przedmiocie, jakaś poza najnaturalniejsza modelu. To przecież stanowi zarazem kawałek życia[6].
- O orientacji artystycznej. Nie jest to jakiś neonaturalizm, ani realizm. Upraszczam formy, chodzi mi o poezję, o to, co tworzy nastrojową niepowtarzalność chwili. Urabiam własną rzeczywistość, która chyba wyolbrzymia realną rzeczywistość z życia. Czy ja wiem, co to jest? Może to ekspresja - kolory sprzętów są przeze mnie traktowane przecież z reguły z przesadą. Takie jest - jeśli można tak rzec widzenie impresjonistyczno - ekspresjonistyczne. Maluję, bo to leży w moich najmocniejszych potrzebach wewnętrznych. Sam wybieram temat[6].

## Obrazy

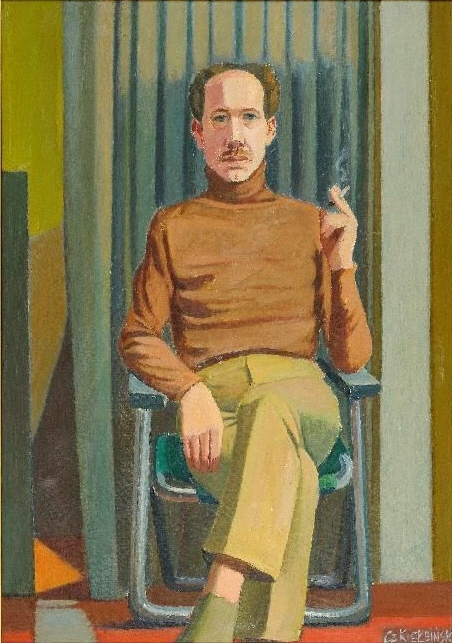
Cz. Kiełbiński - Portret J.Madeyskiego (1980)
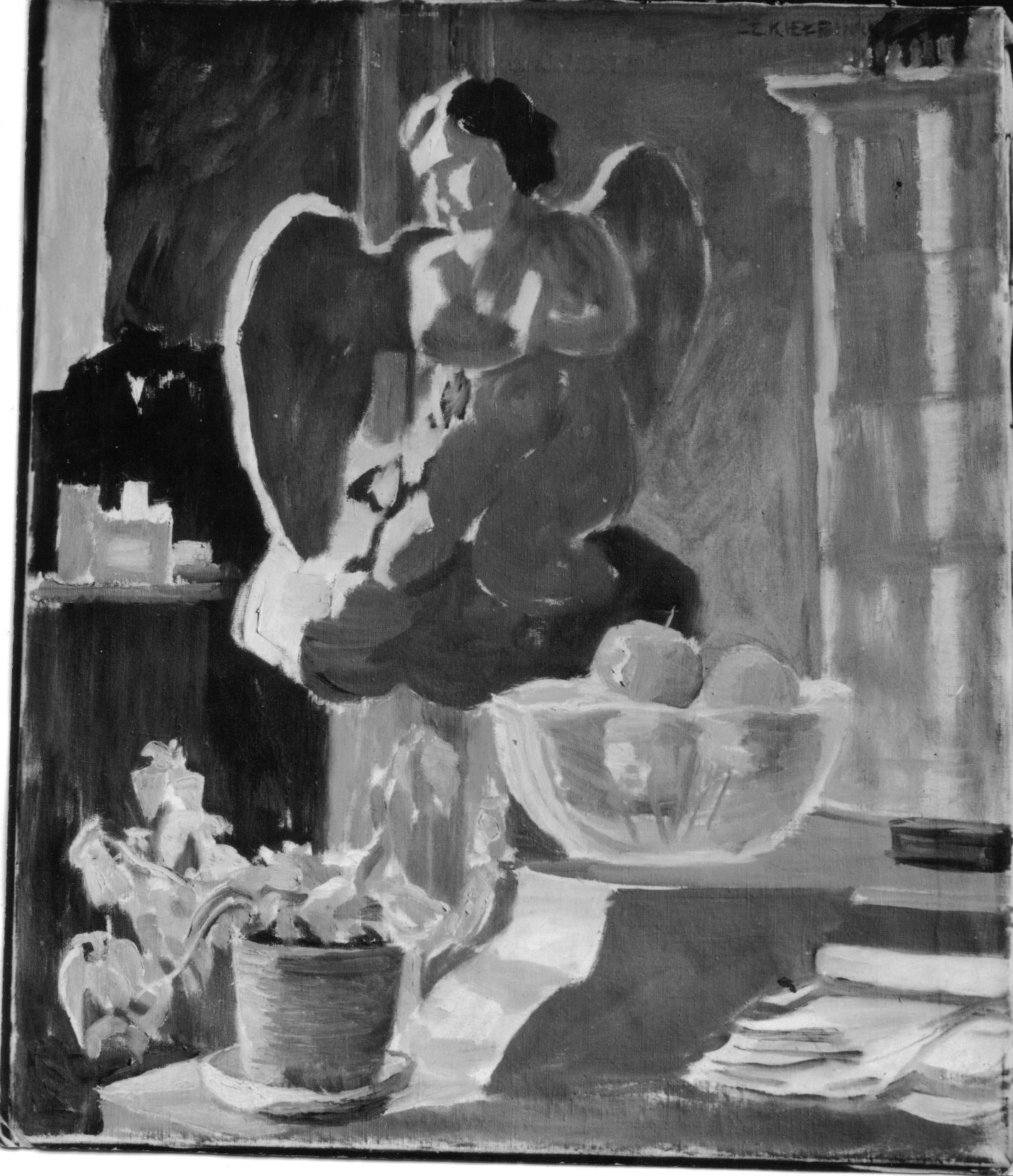
Cz.Kiełbiński - Martwa natura z aniołkiem
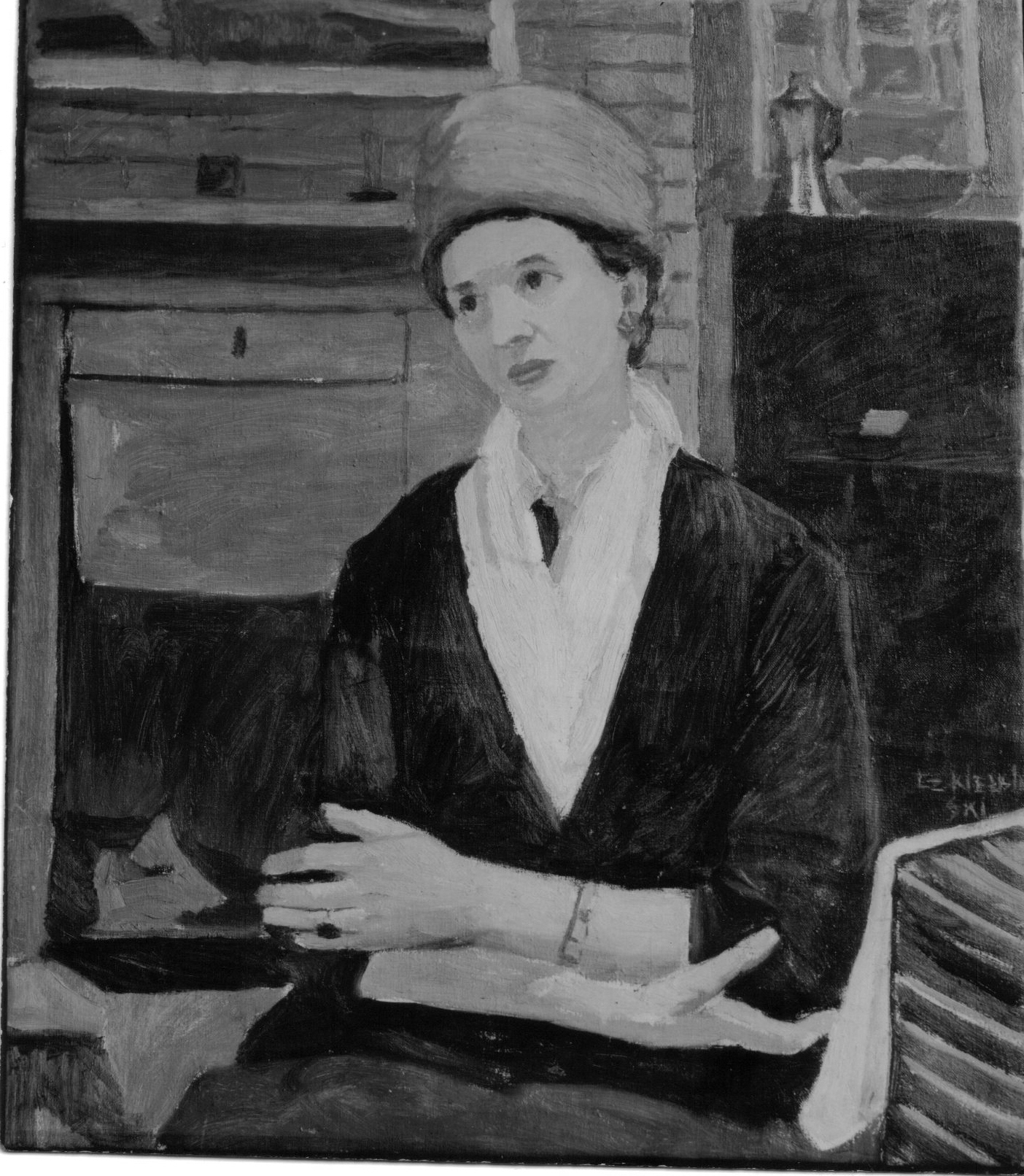
Cz.Kiełbiński - Portret p.Izabeli S.
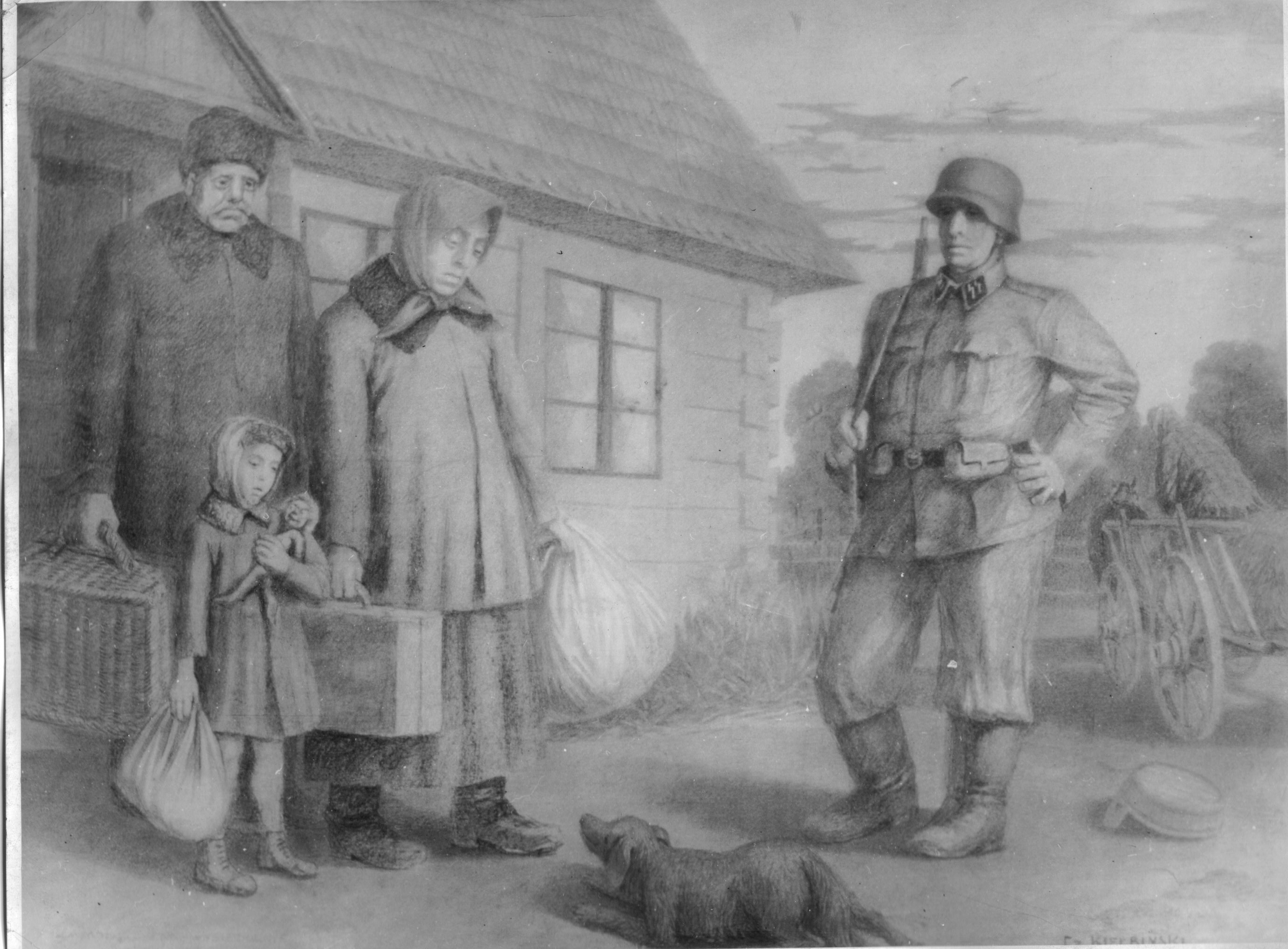
Cz.Kiełbiński - Wysiedlenie
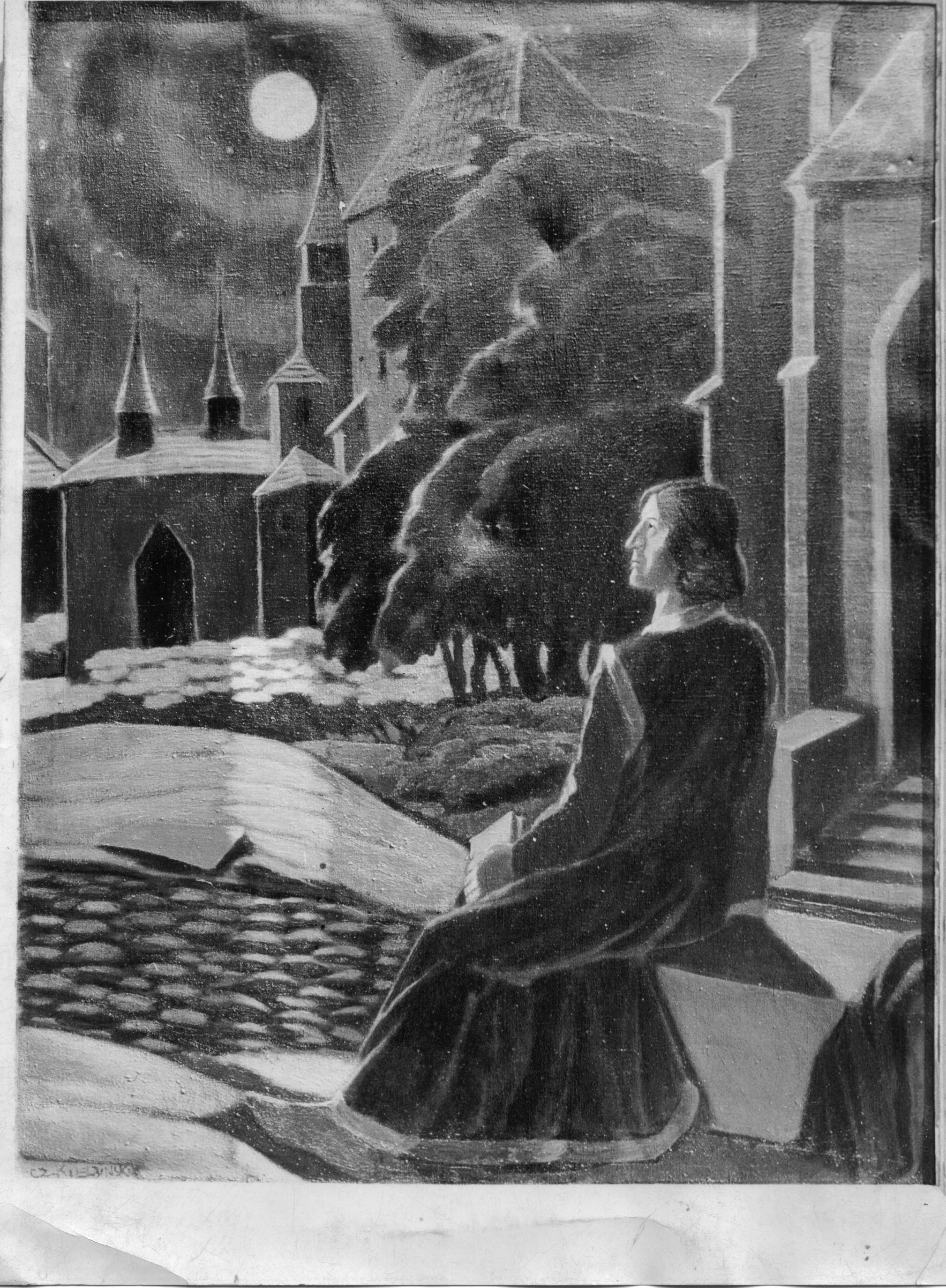
Cz.Kiełbiński
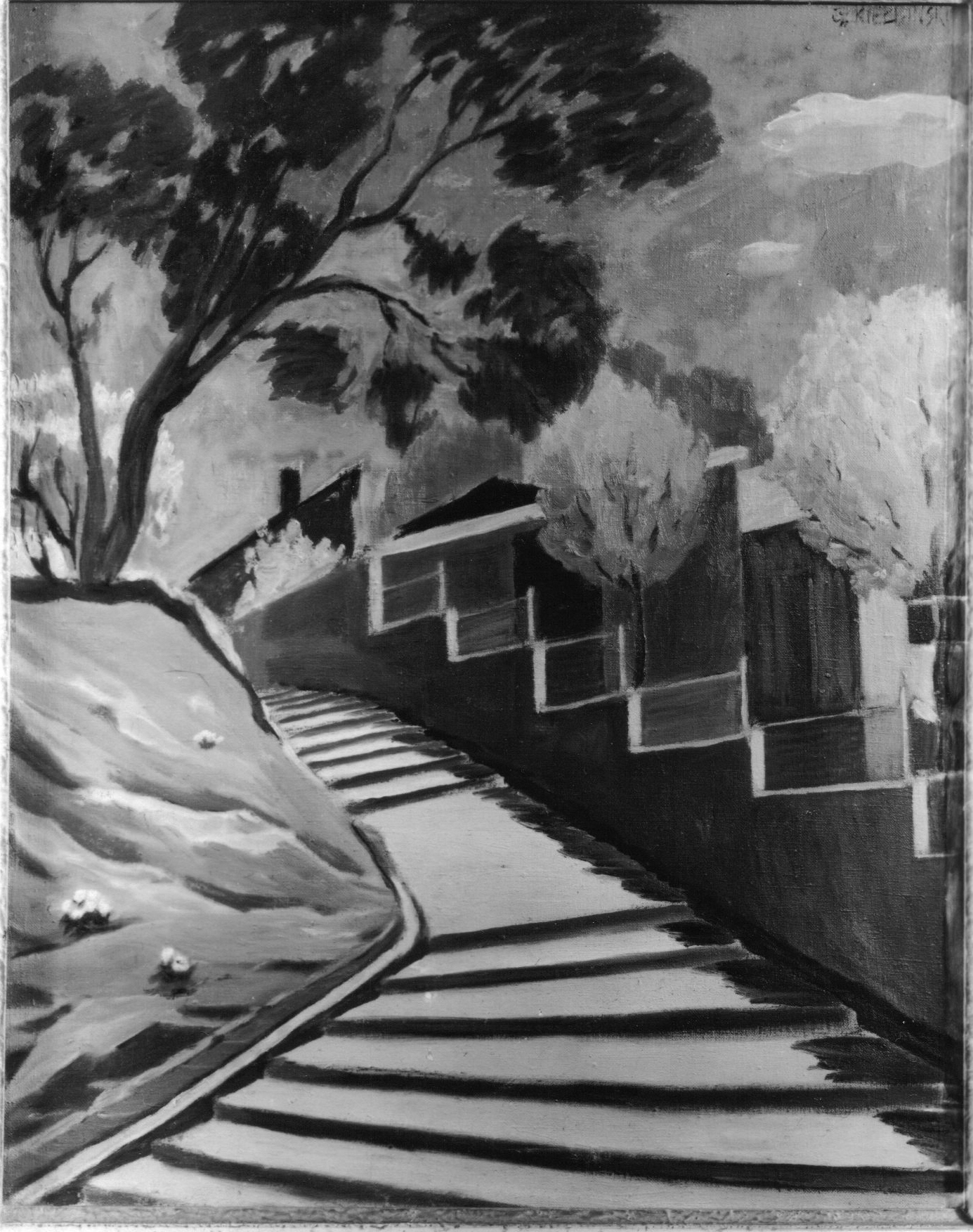
Cz.Kiełbiński
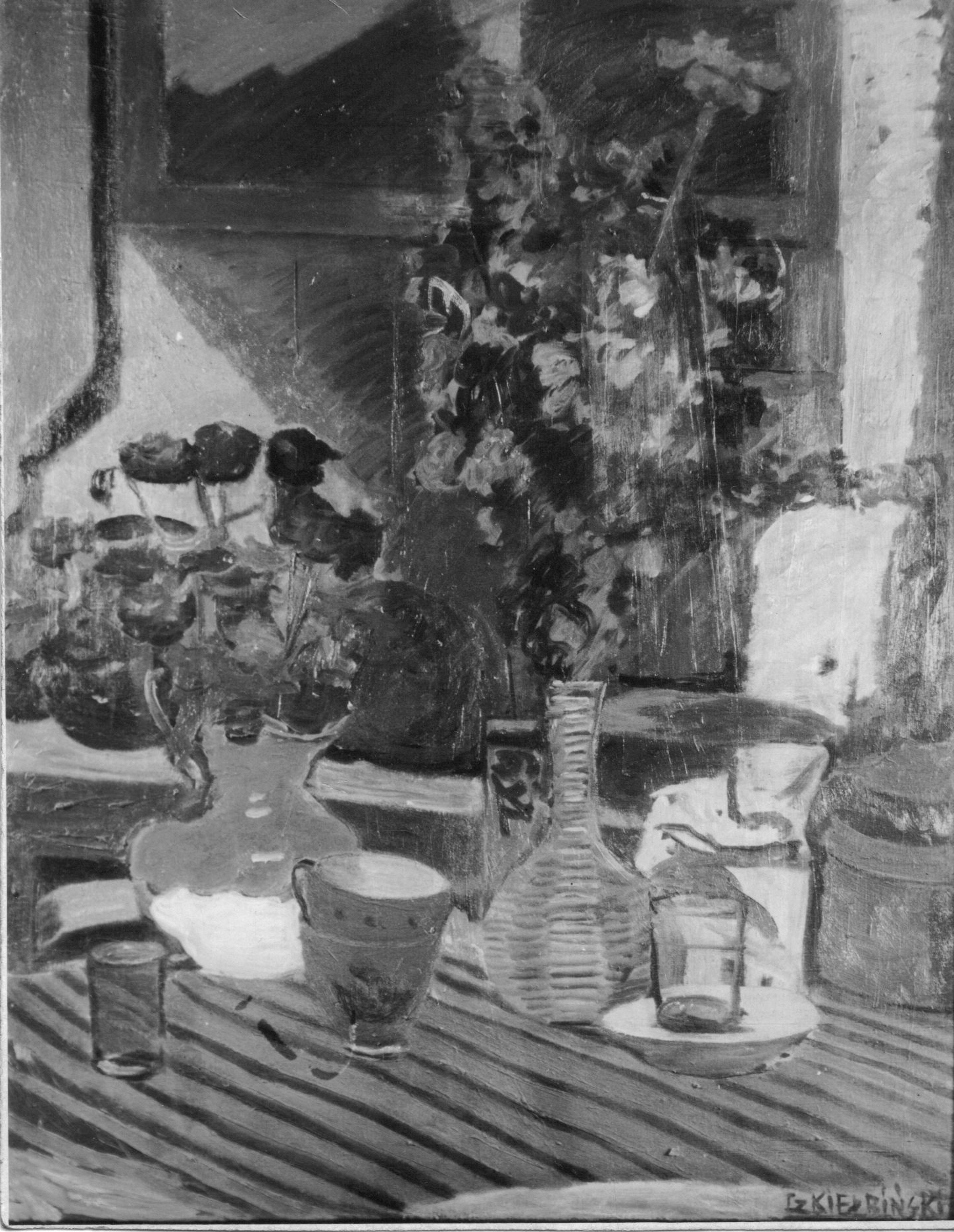
Cz.Kiełbiński
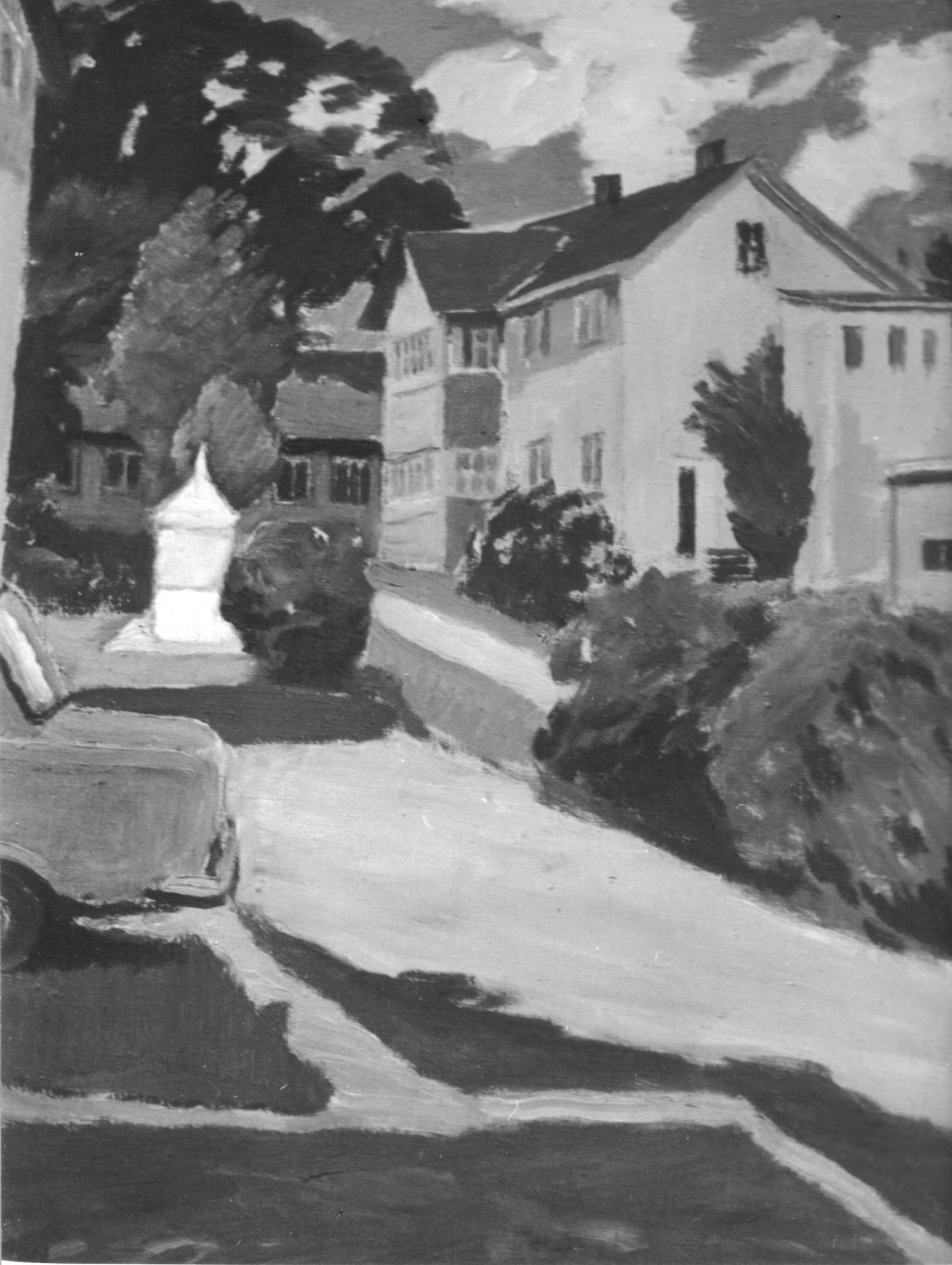
Cz.Kiełbiński
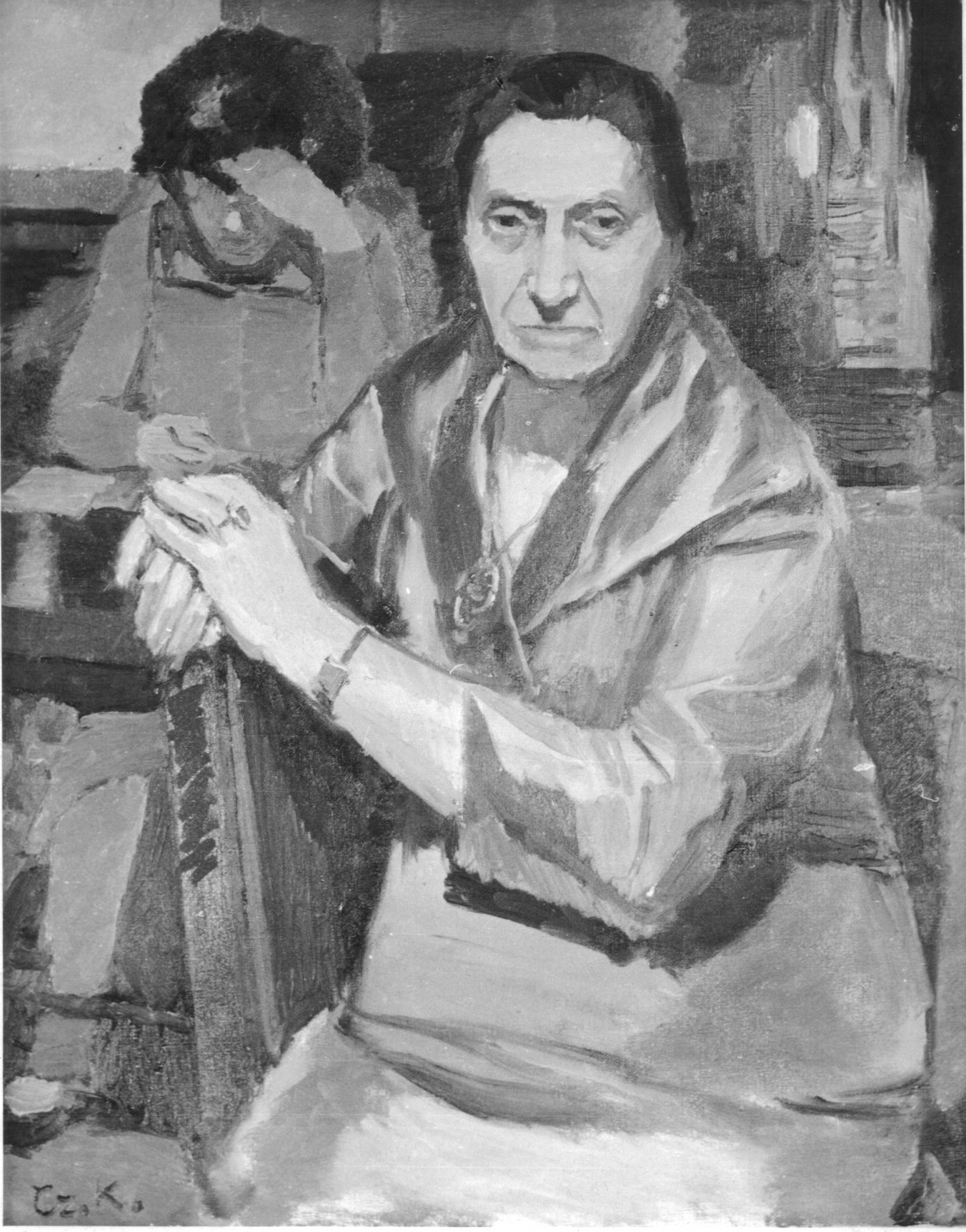
Cz.Kiełbiński
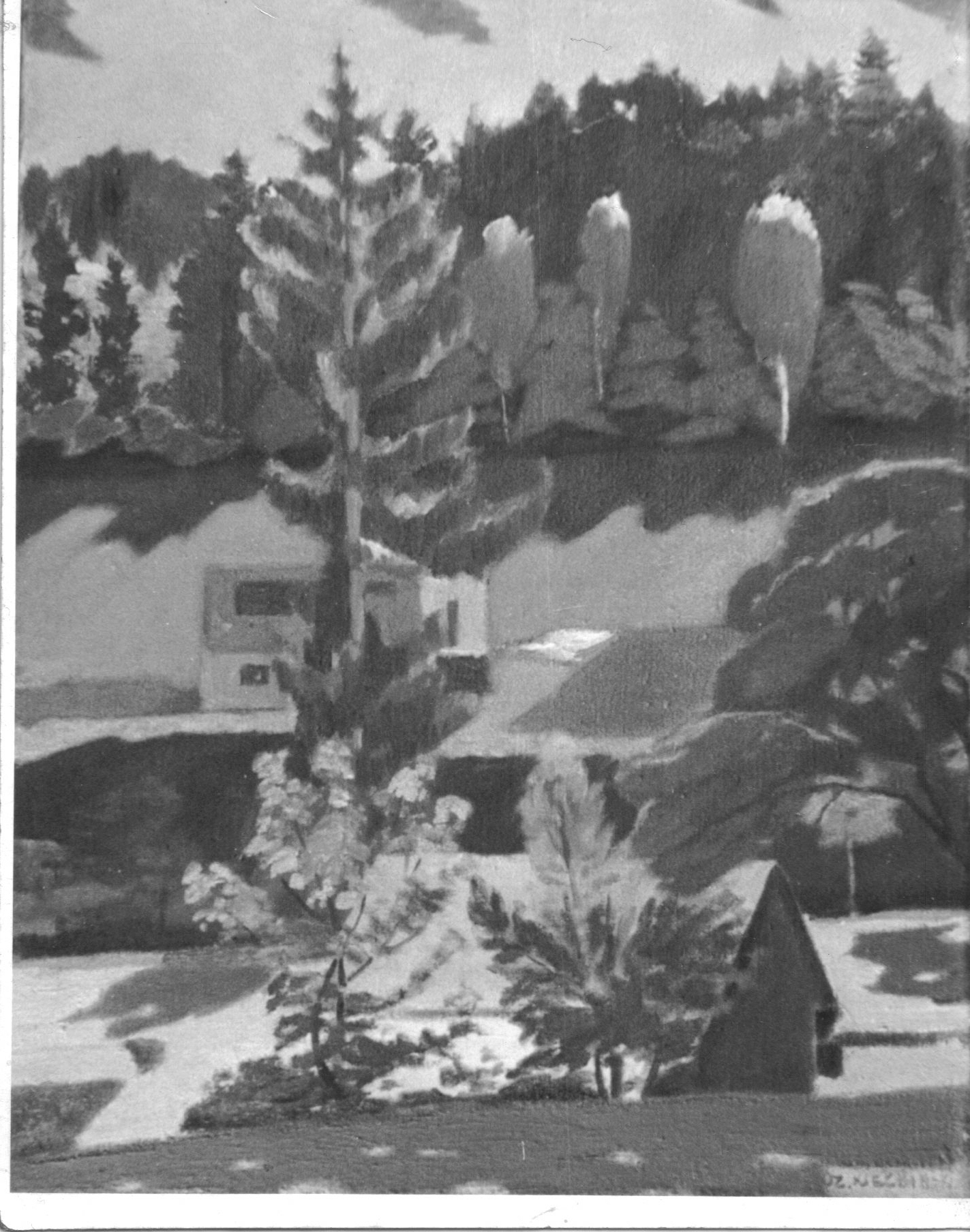
Cz.Kiełbiński
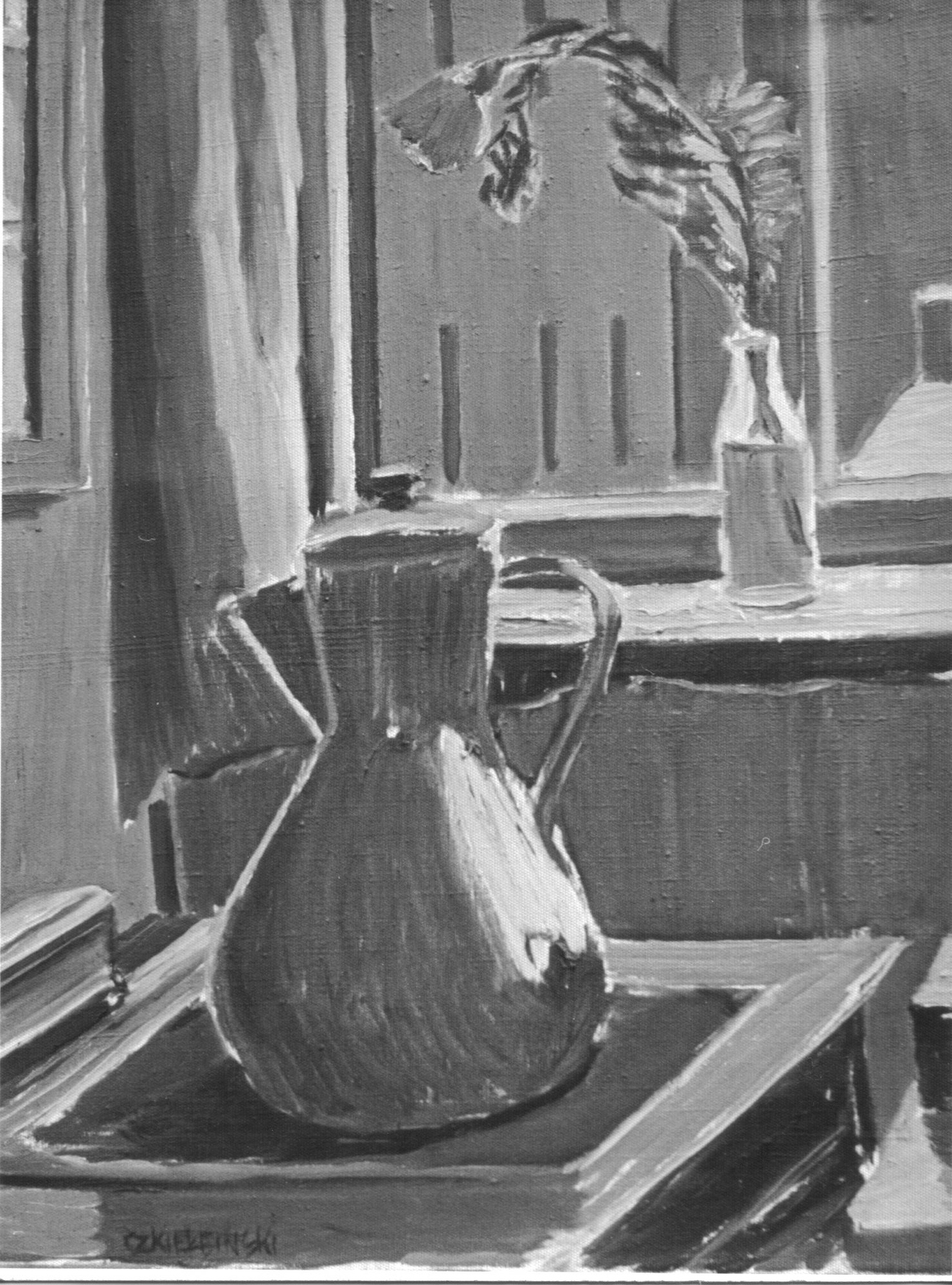
Cz.Kiełbiński
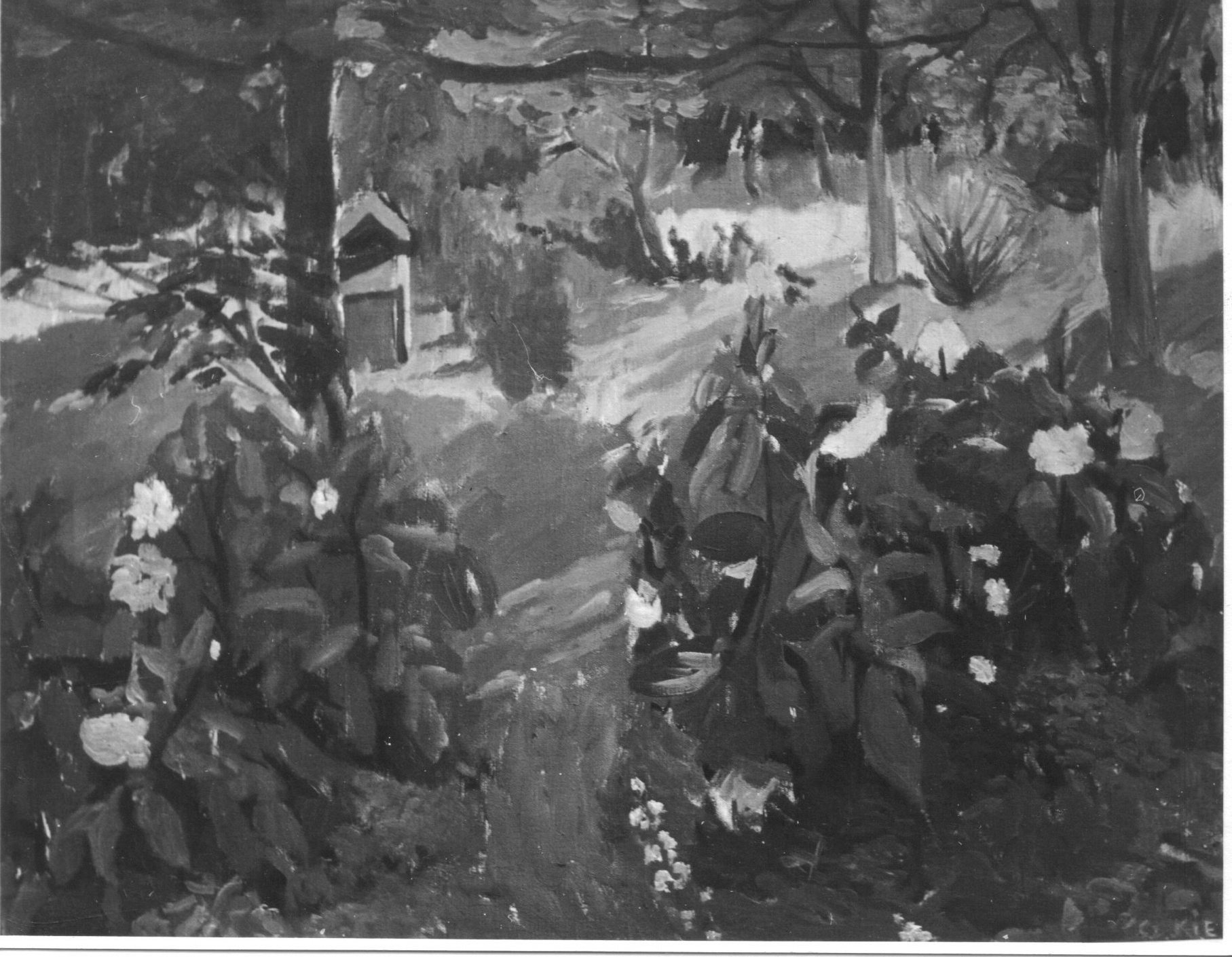
Cz.Kiełbiński
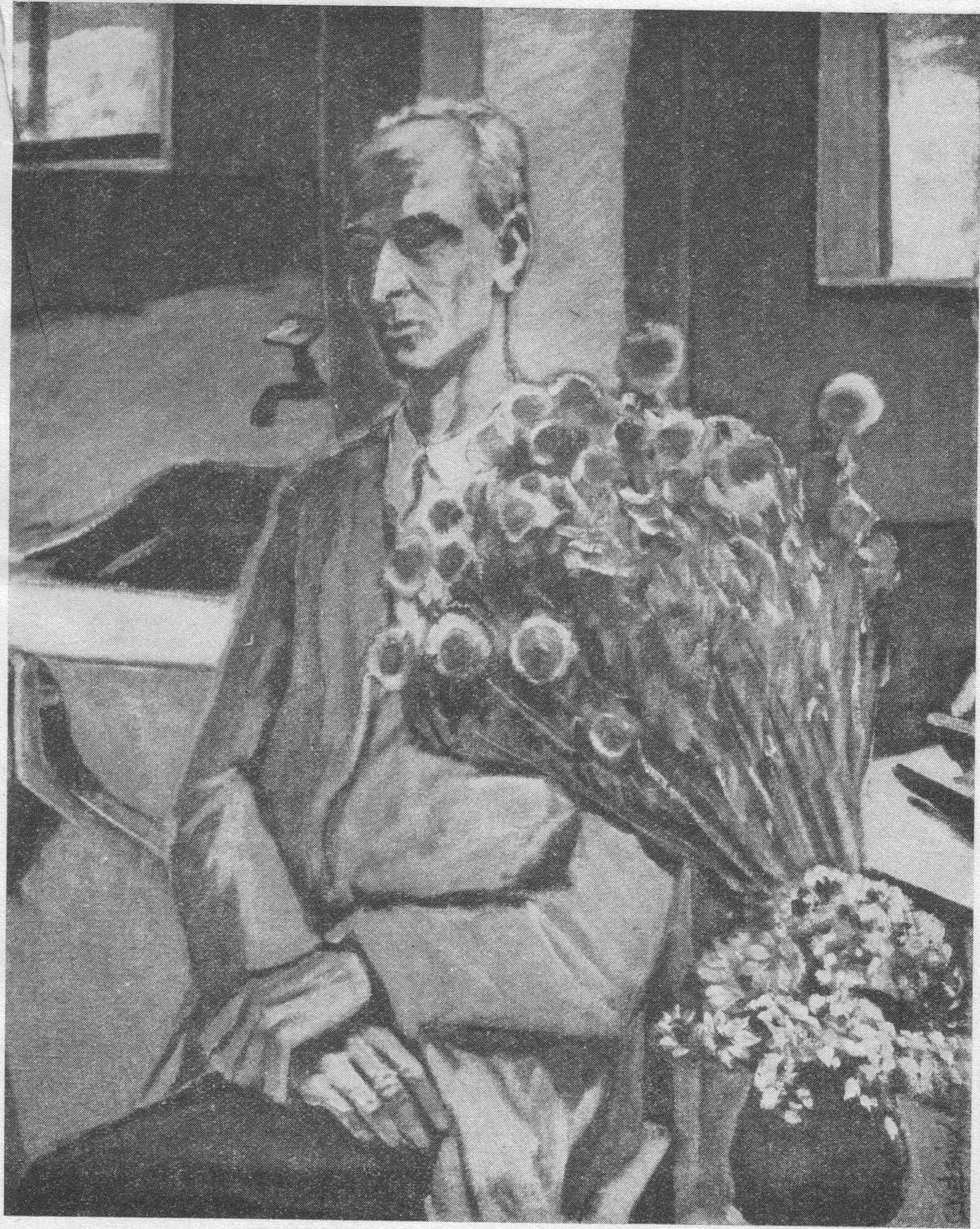
Cz.Kiełbiński - Oświęcimiak
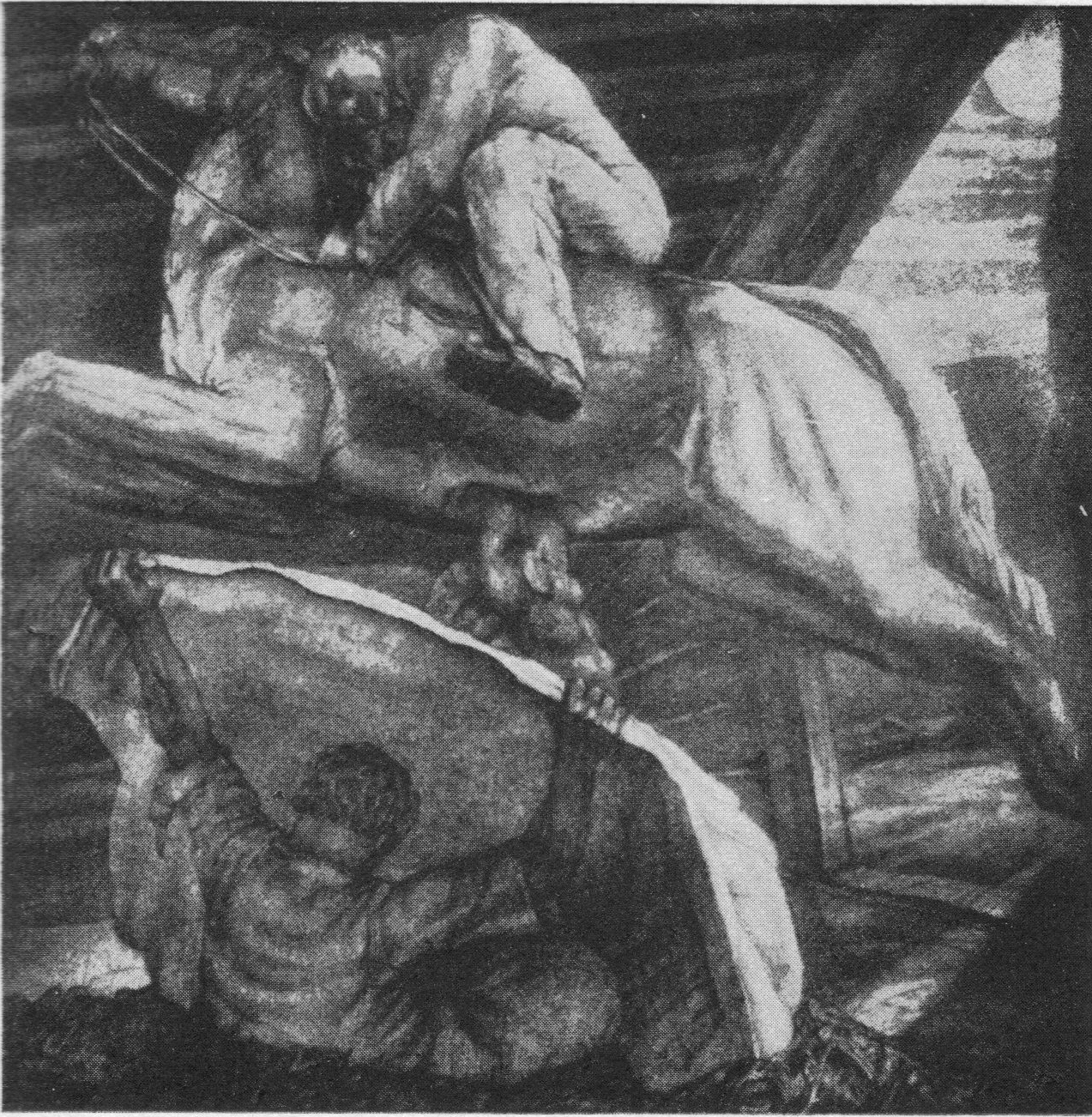
Cz.Kiełbiński - Z opowiadań Dziada
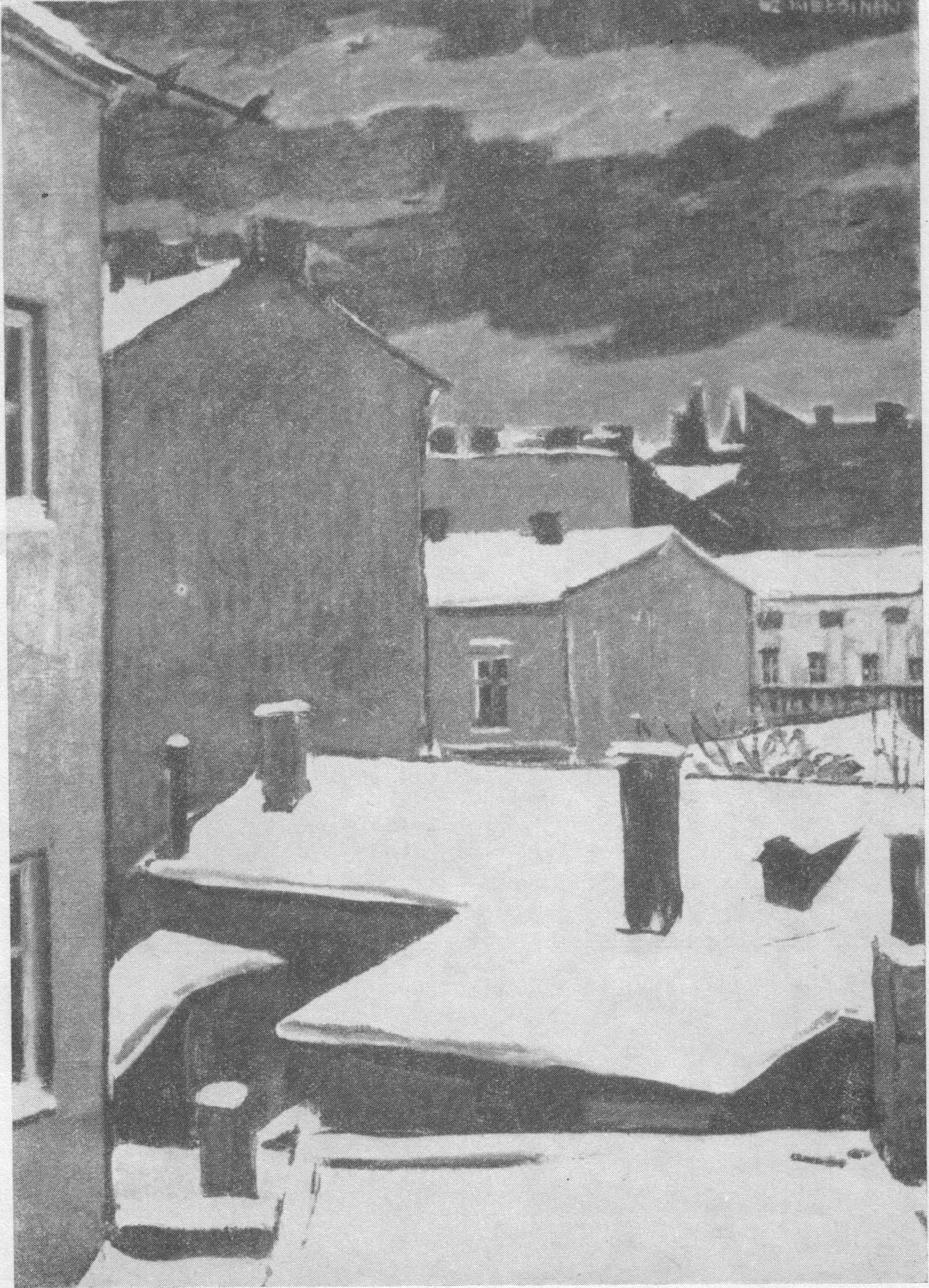
Cz.Kiełbiński - Zima
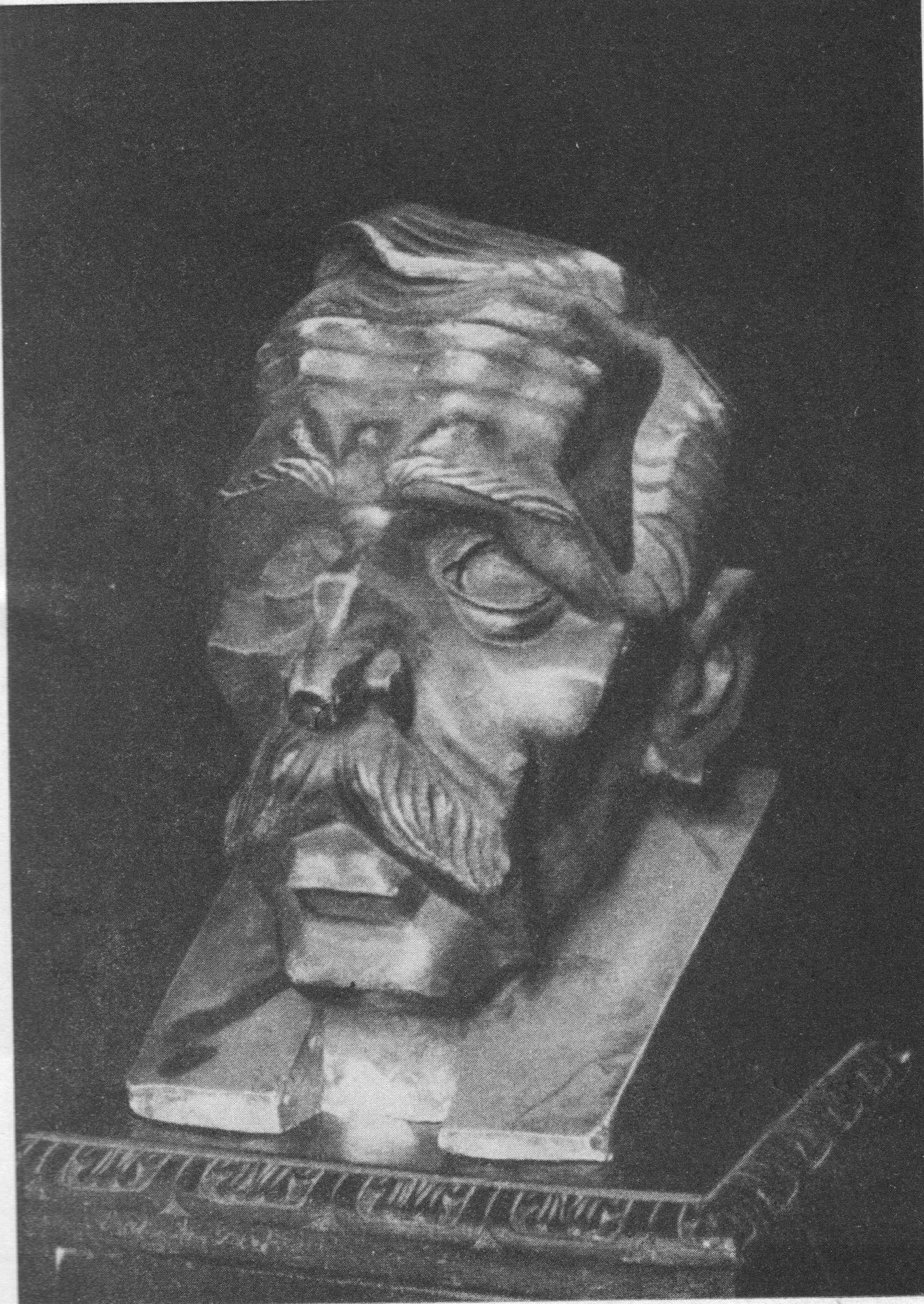
Cz.Kiełbiński - Głowa I - rzeźba
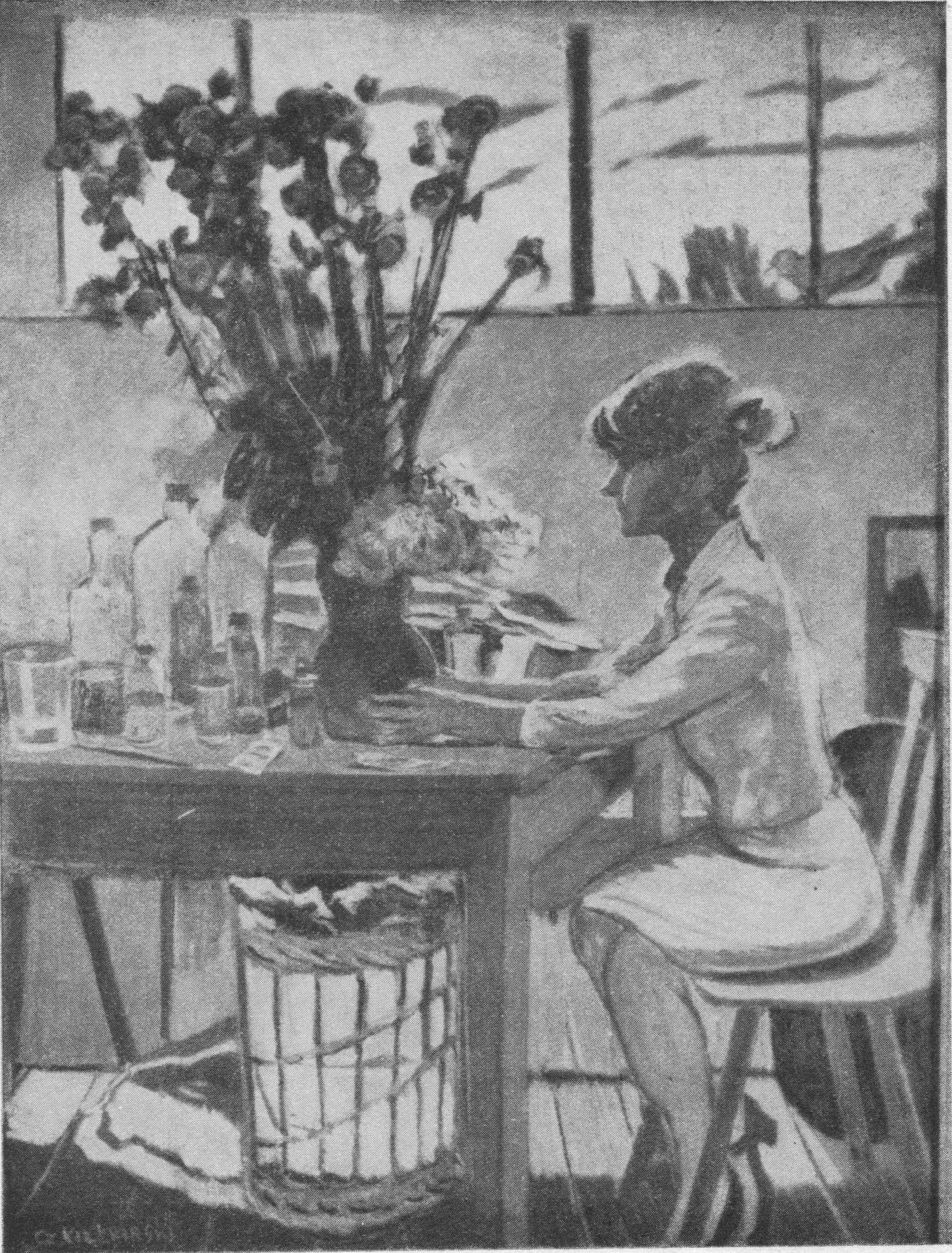
Cz.Kiełbiński - Halinka w pracowni
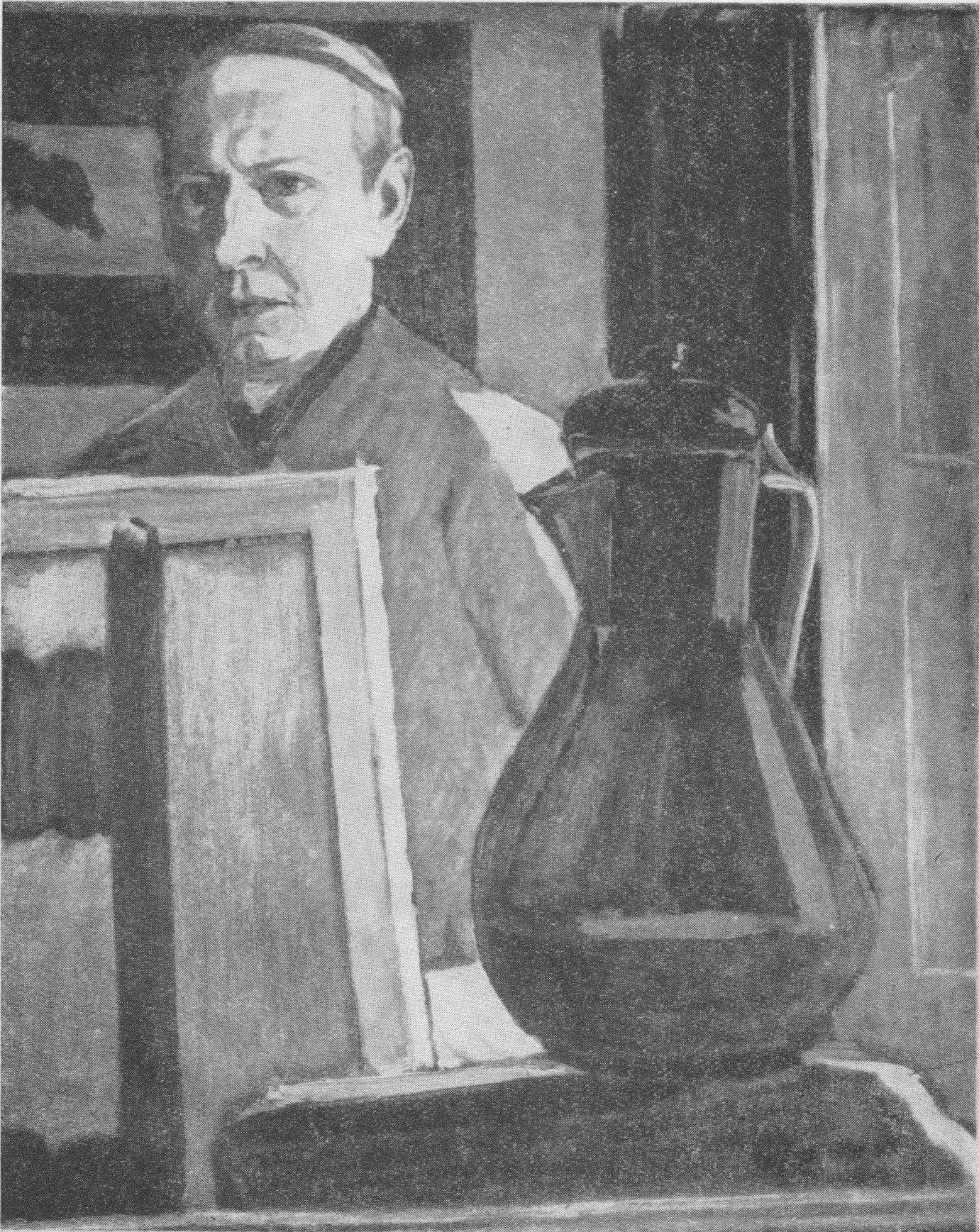
Cz.Kiełbiński - Autoportret z dzbanem
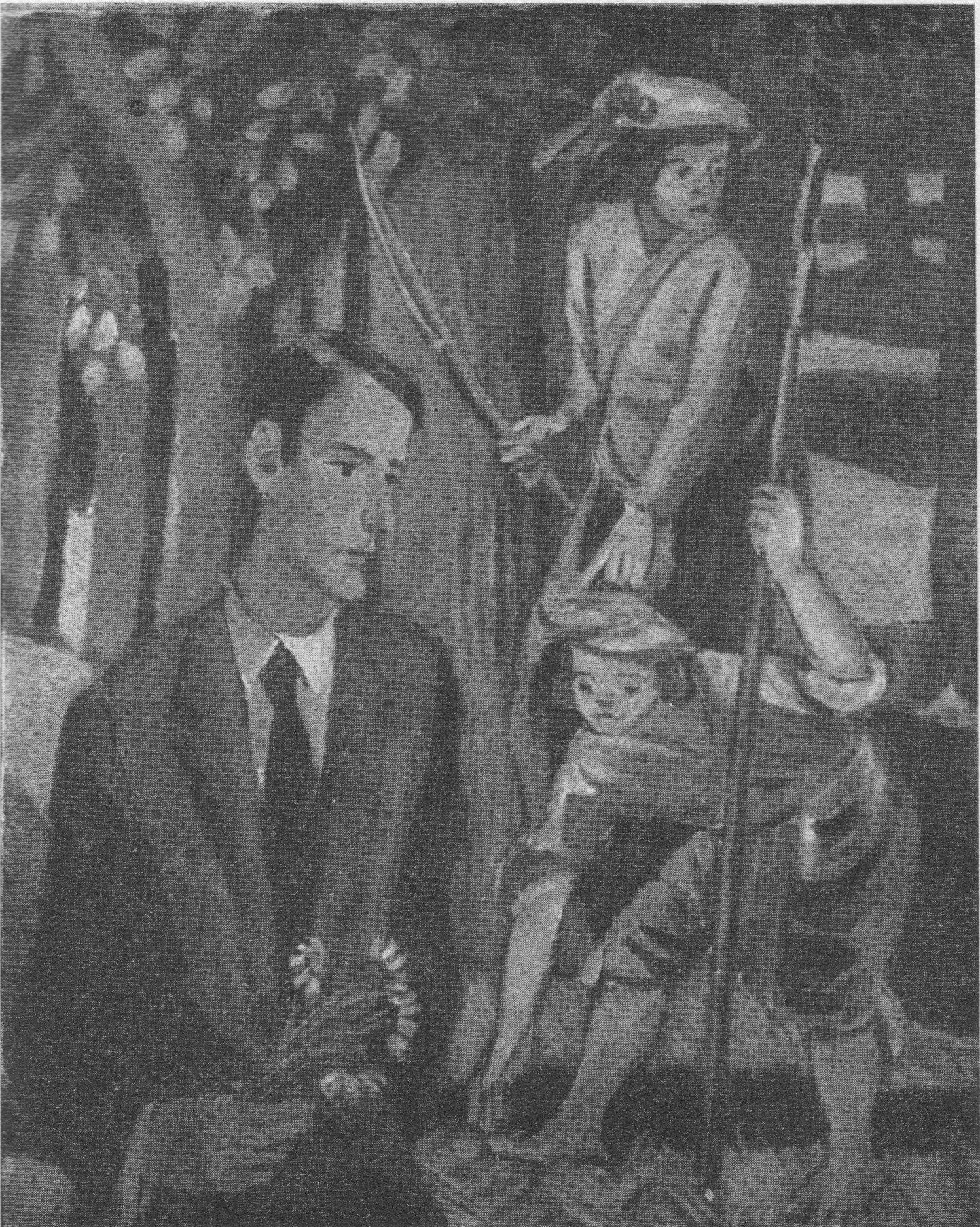
Cz.Kiełbiński - Chłopcy z gobelinu
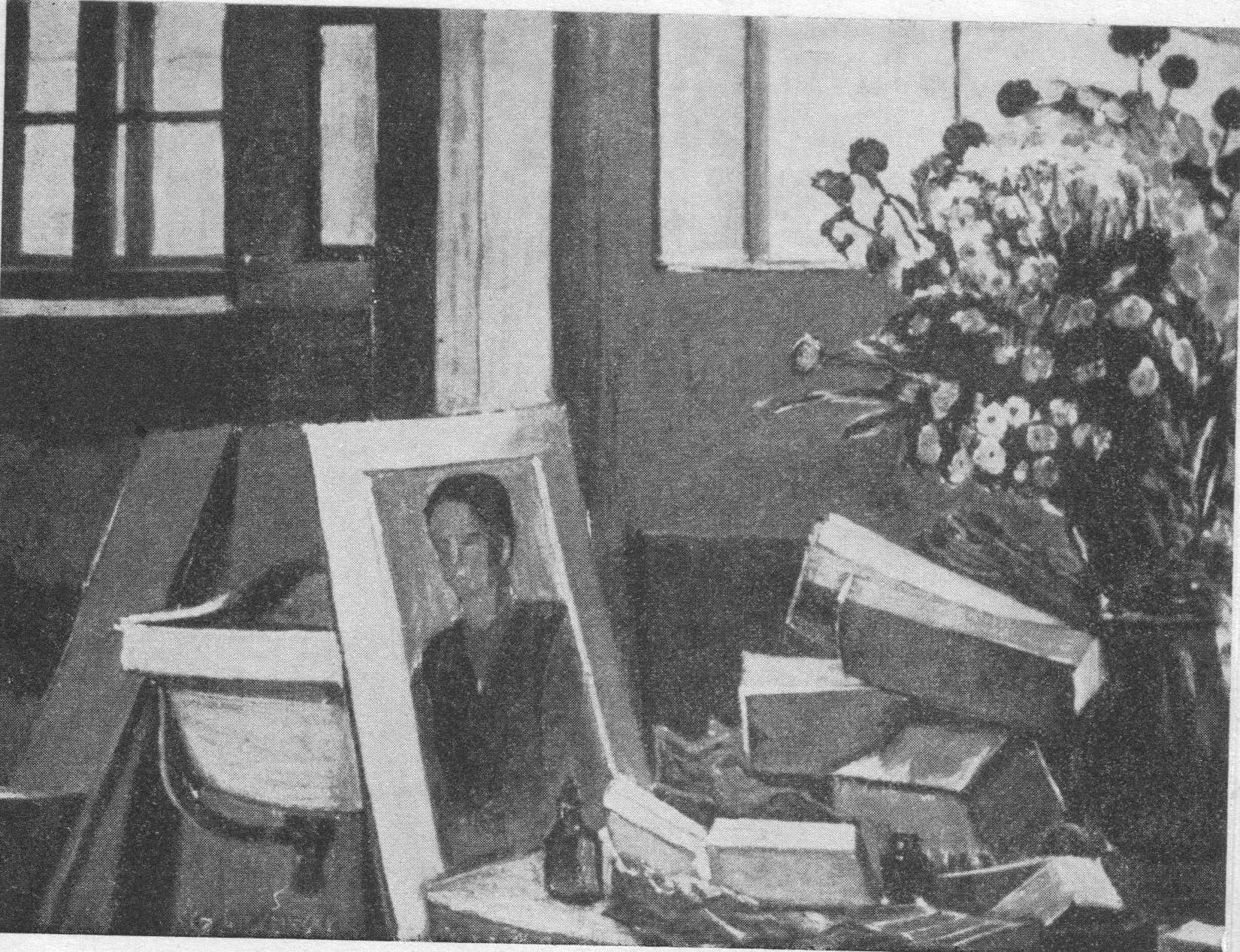
Cz.Kiełbiński - Martwa natura z kwiatami
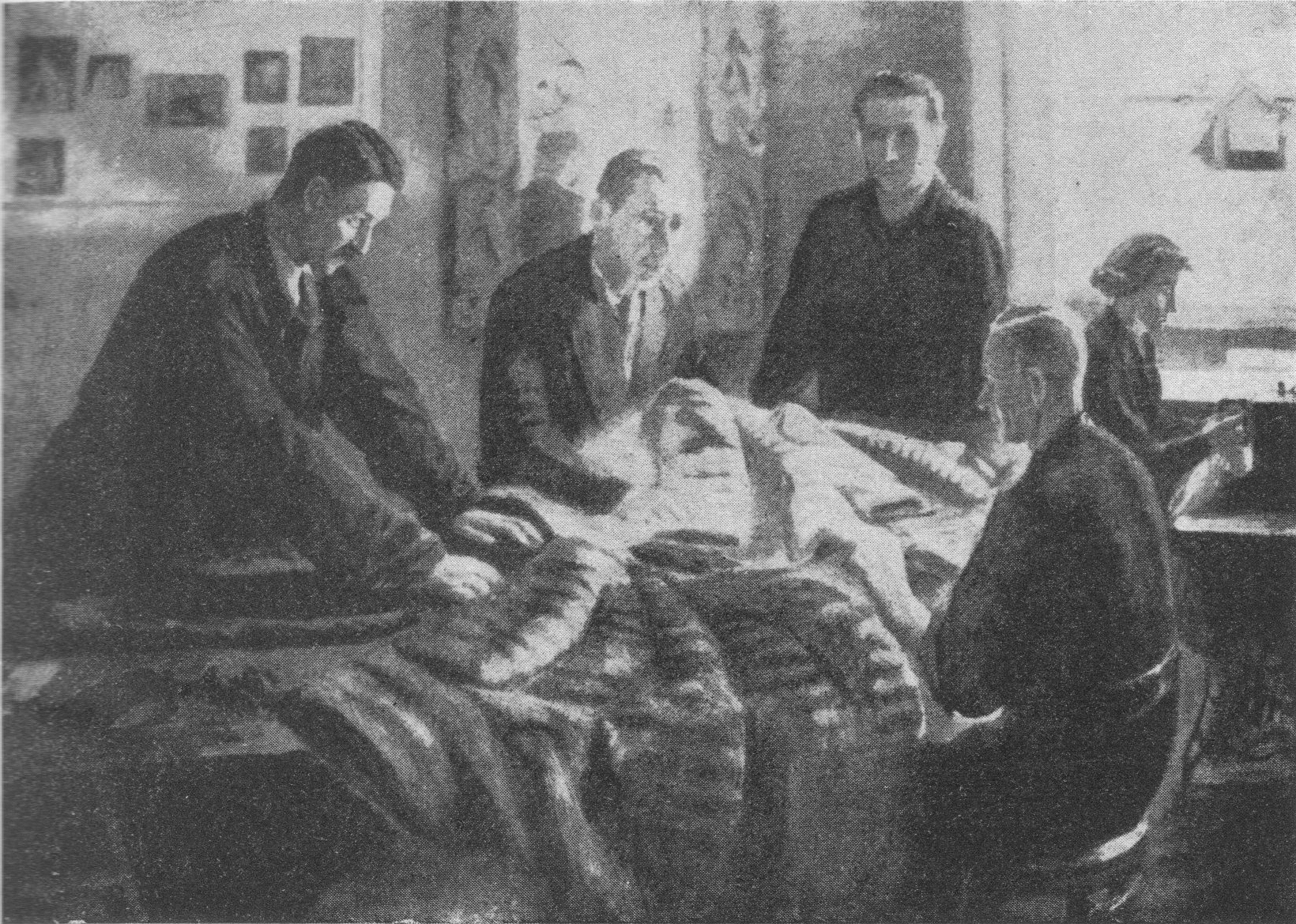
Cz.Kiełbiński - Kuśnierze
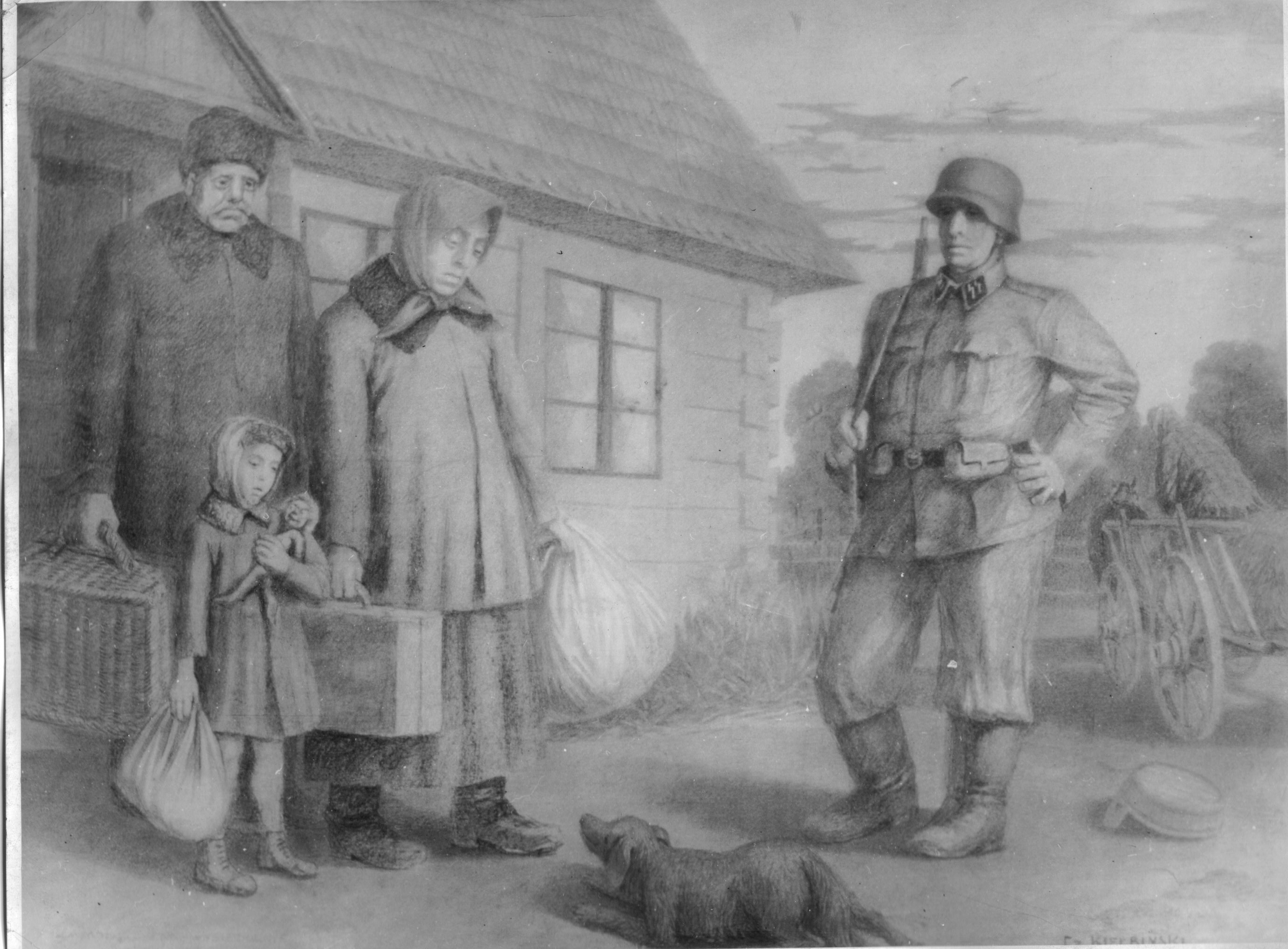
Cz.Kiełbiński - Wysiedlenie